# Primula vialii
Espèce
Synonymes
- Primula littoniana var. robusta Forrest[2]
- Primula littoniana Forrest[3] [2]

Primula vialii appelée aussi Primevère orchidée ou Primevère du Père Vial  est une espèce de plantes à fleurs de la famille des Primulacées.
Ce sont des herbacées ornementales.

## Répartition
Sud-ouest du Sichuan et au nord de Yunnan dans le sud de la Chine.